# Jelec żółtoboki
Jelec żółtoboki, (Telestes turskyi) – gatunek ryby z rodziny karpiowatych.

## Występowanie
Dalmacja – rzeki Cicola i Narenta.

## Opis
Osiąga 15–20 (maksymalnie 25) cm długości. Na bokach, od oka do nasady ogona, powyżej linii bocznej biegnie ciemna smuga.